# Sopròssa
Sopròssa (en francès Souprosse) és un municipi francès situat al departament de les Landes i a la regió de la Nova Aquitània.

## Demografia
| 1962                                       | 1968  | 1975  | 1982  | 1990  | 1999  | 2007  |
| ------------------------------------------ | ----- | ----- | ----- | ----- | ----- | ----- |
| 1.236                                      | 1.176 | 1.116 | 1.148 | 1.119 | 1.069 | 1.030 |
| Des de 1962: població sense dobles comptes |       |       |       |       |       |       |

## Administració
| Període   | Identitat       | Partit |
| --------- | --------------- | ------ |
| 1989-2008 | Christian Bats  | PCF    |
| 2008-     | Christian Ducos | PS     |